# Jürgen Frese

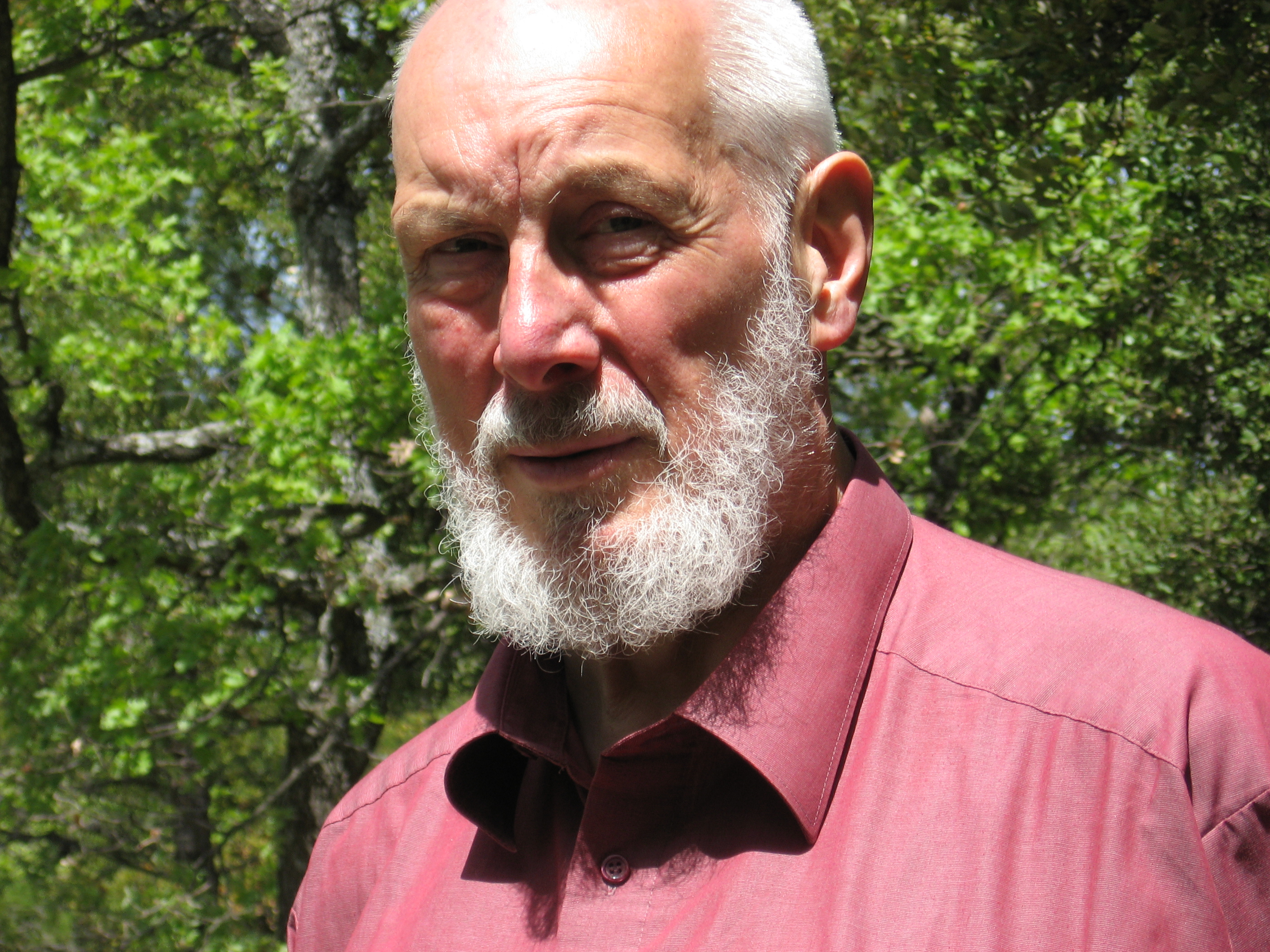
Jürgen Frese (2006)

Jürgen Frese (* 14. April 1939 im Dortmunder Stadtteil Hörde; † 24. März 2007 in Bielefeld) war ein deutscher Sozialphilosoph und Phänomenologe und Professor an der Universität Bielefeld.

## Leben
Frese studierte Philosophie, Psychologie und Soziologie an der Universität Münster und war dann Assistent bei Hermann Lübbe in Bochum. Er promovierte 1966 in Soziologie bei Helmut Schelsky. Er gehörte zum Gründungsausschuss der Universität Bielefeld und unterrichtete hier seit 1970 Philosophie, zuletzt in der Funktion eines Studiendirektors im Hochschuldienst. Er habilitierte sich 1975 in Bochum für Philosophie und wurde 1978 zum außerplanmäßigen Professor an der Universität Bielefeld ernannt.

## Wirken
Freses sozialphilosophische Arbeiten wurden nur sehr selektiv rezipiert. Sie verbinden phänomenologische Kategorien mit prozessphilosophischen Ansätzen, insbesondere von Whitehead. Einzig der von ihm geformte Begriff der Anschlussfähigkeit, der von seinem Bielefelder Kollegen Niklas Luhmann aufgegriffen und popularisiert wurde, fand Eingang in das Fachvokabular der Sozialwissenschaften und der Philosophie (siehe Frese 1967, 50f und wortgleich Frese 1985, S. 77: „Der Sinn eines Aktes ist das als eine bestimmte Situation gegebene Ensemble der Möglichkeiten, an diesen Akt weitere Akte anzuschließen; d. h. Sinn eines Aktes ist die Mannigfaltigkeit der Anschließbarkeiten, die er eröffnet“). Anders als Luhmann baute Frese den Begriff aber nicht in eine Systemtheorie ein, sondern entwickelte ihn in seiner Theorie der Formulare weiter (dazu s. u.).
Frese untersuchte seit den frühen 1980er Jahren das Phänomen der Gruppe und konnte nachweisen, dass diese keine soziale Naturgegebenheit darstellt, sondern eine soziale Erfindung, die nicht älter ist als 300 Jahre. Gruppen kompensieren in  modernen Gesellschaften spezifische „Strukturprobleme bürgerlicher Individualität“, wie Frese 1982 (S. 24) feststellt. Sie sind daher in vormodernen Gesellschaften nicht oder zumindest nicht notwendig anzutreffen. Wie Gruppen intern funktionieren, hat Frese im selben Text nicht nur gründlich analysiert, er hat seine Begriffe und Thesen auch in einem späteren Text (2000), der die Resultate einer langjährigen Forschungsarbeit zusammenfasst, am Beispiel von Intellektuellen-Assoziationen (George-Kreis, Blauer Reiter, Wiener Kreis usw.) empirisch hinterlegt.
Während die Thesen Freses zur Geschichte des Phänomens „Gruppe“ breit rezipiert wurden, warten andere Begriffe und Thesen Freses noch auf ihre Rezeption. Dazu gehört insbesondere der Begriff des „Formulars“, mit dem Frese zunächst Erwartungsstrukturen bezeichnet. Der Begriff wird von ihm zum Begriff des mythischen Formulars erweitert: Ein solches Formular ist ein sinnstiftendes Erzählschema.
In seinen Studien zur Phänomenologie der Gefühle hat Frese die Bedeutung von Formularen für emotionale Prozesse dargestellt und mit Beispielen veranschaulicht. In Erweiterung und Präzisierung der Gefühlsphilosophie von Hermann Schmitz spricht er von Gefühlspartituren und entwickelt Begriffe für eine genauere Beschreibung und ein vertieftes Verständnis emotionaler Prozesse.
Unter den Denkern, mit denen Frese sich auseinandergesetzt hat, ist (neben Spinoza, Heidegger, Whitehead, Luhmann und Schmitz) insbesondere Carl von Clausewitz zu nennen. Frese hat in seiner eigenen Handlungstheorie neben whiteheadschen Ansätzen auch Anregungen von Clausewitz aufgenommen. Vor dem Hintergrund der Analysen von Clausewitz hat er eine eigene Analyse des vermeintlich modernen Phänomens des „kleinen Krieges“ vorgelegt (2005).

## Schriften
- „Ideologie“. Präzisierungsversuch an einem wissenssoziologischen Begriff. Diss. Münster 1965.
- Sprechen als Metapher für Handeln, in: Hans-Georg Gadamer (Hrsg.): Das Problem der Sprache. Fink, München 1967, S. 45–55.
- Dialektik der Gruppe. In: Gruppendynamik im Bildungsbereich 9,3/4 (1982), S. 5–33 (mehrfach in weiteren Sammelbänden abgedruckt).
- Prozesse im Handlungsfeld. Klaus Boer, München 1985, ISBN 3-924963-06-1.
- Gefühls-Partituren. In: Michael Großheim: Leib und Gefühl. Beiträge zur Anthropologie. Lynkeus, Studien zur Neuen Phänomenologie, Bd. 1. Akademie, Berlin 1995, ISBN 3-05-002715-0, S. 45–70.
- Intellektuellen-Assoziationen. In: Richard Faber, Christine Holste (Hrsg.): Kreise, Gruppen, Bünde. Zur Soziologie moderner Intellektuellenassoziationen. Königshausen und Neumann, Würzburg 2000, ISBN 3-8260-1747-1, S. 441–462.
- Einspruch als Anfang im Philosophieren. In: Vierteljahrsschrift für wissenschaftliche Pädagogik 79,2 (2003), S. 166–183.
- Im Rücken des Regulären. In: Lennart Souchon (Hrsg.): Kleine Kriege. Clausewitz-Information 1/2005, S. 15–33, ISSN 1615-1135.